# Timarco di Mileto
Timarco (in greco antico: Τίμαρχος?, Tímarchos; ... – 259 a.C.) è stato un politico e militare greco antico, tiranno di Mileto.

## Biografia
Nel 260 a.C. Timarco si fece coinvolgere nella rivolta di Tolomeo "il figlio", successore designato dell'Egitto tolemaico, contro il re Tolomeo II; mentre Tolomeo "il figlio" si proclamò indipendente a Efeso, Timarco prese il controllo di Mileto, divenendo il tiranno della città. Timarco prese possesso anche di Samo, uccidendo il generale tolemaico Carmade.
L'anno successivo, tuttavia, il sovrano seleucide Antioco II conquistò Mileto e Samo, uccidendo Timarco e ricevendo l'appellativo di Theos ("divino").